# Zasada kosmologiczna

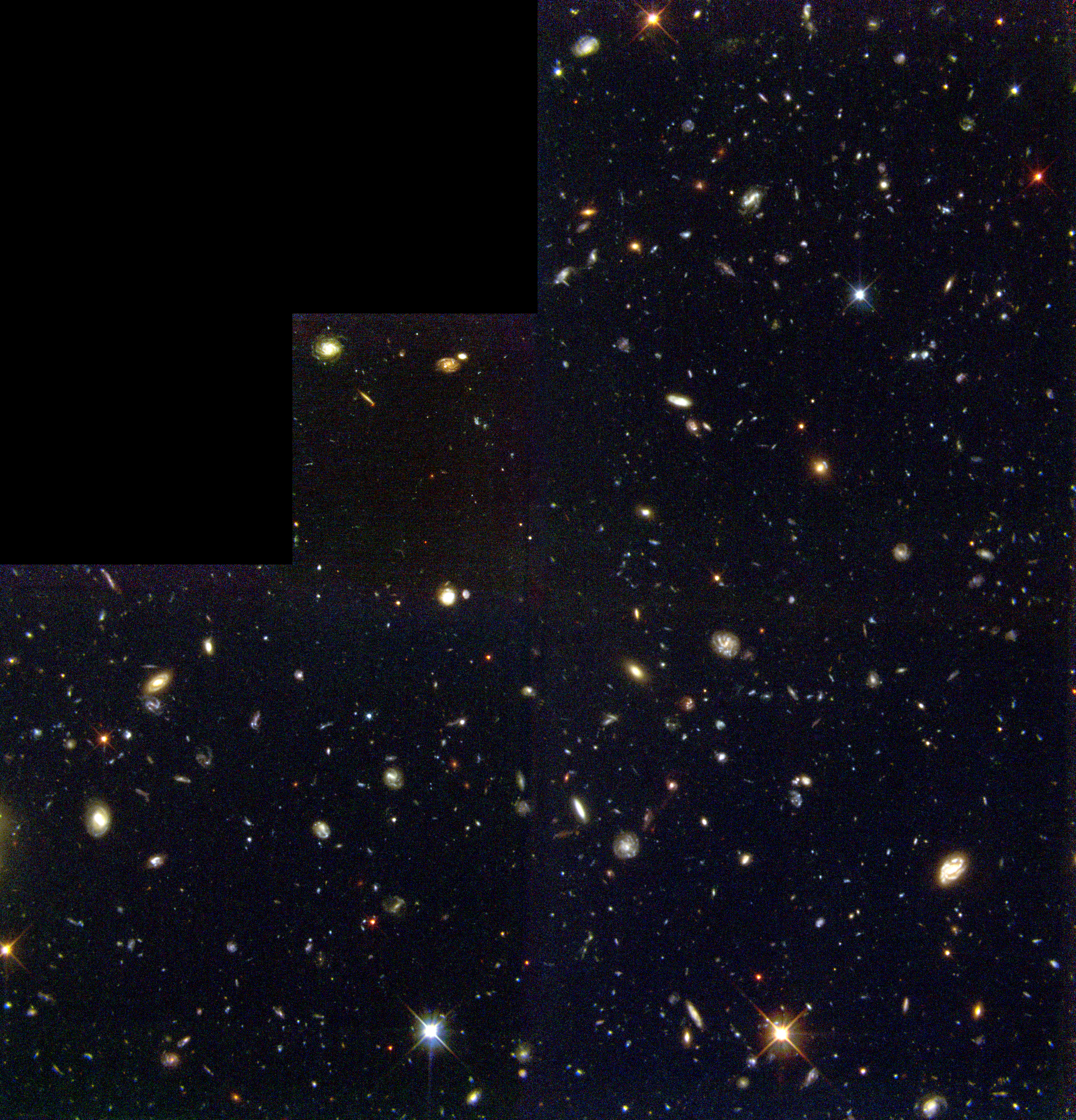
Głębokie Południowe Pole Hubble’a demonstruje zasadę kosmologiczną

Zasada kosmologiczna – postulat w kosmologii teoretycznej i obserwacyjnej używany w co najmniej dwóch znaczeniach:
- słabszym: prawa fizyki są identyczne w całym Wszechświecie,
- mocniejszym (silniejszym): Wszechświat jest jednorodny i izotropowy w dużych skalach przestrzennych[1]. Innymi słowy: dla dowolnie położonego obserwatora wygląda podobnie, a uśrednione parametry go charakteryzujące są wszędzie takie same.

W obydwu wypadkach zasada kosmologiczna bywa też nazywana zasadą kopernikańską  – mimo że ten termin ma również inne znaczenie, a Kopernik nie postulował zasady kosmologicznej.
Postulat ten ma przesłanki filozoficzne (brzytwa Ockhama), a także obserwacyjne. Obserwacje te dotyczą zarówno izotropowości kosmicznego promieniowania tła, jak również rozkładu galaktyk w skali setek megaparseków.

## Zasada kosmologiczna w różnych modelach Wszechświata
Większość modeli kosmologicznych była i jest konstruowana zgodnie z tą zasadą:
- model Lambda-CDM – uznawany za standardowy,
- Wszechświat Friedmana – dawny model standardowy i podstawa współczesnego,
- model stacjonarny – por. dalsza sekcja,
- Wszechświat de Sittera – o znaczeniu głównie historycznym i teoretycznym.
- model Einsteina, tzw. Wszechświat cylindryczny – historycznie pierwszy model relatywistyczny.

Rozważa się też modele łamiące zasadę kosmologiczną – zwykle po jednym z jej elementów.
- Modele niejednorodne:
  - model Lemaître'a-Tolmana-Bondiego,
  - model Szekeresa.
- Modele anizotropowe:
  - model Bianchiego.

## Doskonała zasada kosmologiczna
Dawniej rozważano również możliwość obowiązywania doskonałej zasady kosmologicznej, według której obraz Wszechświata nie zależy nie tylko od miejsca, ale i czasu obserwacji, zatem średnia gęstość materii pozostawałaby stała w czasie (model stanu stacjonarnego). Zasada niezakładająca niezmienności czasowej nazywana była słabą zasadą kosmologiczną.
Postulat ten dawał się pogodzić nawet z obserwowanym faktem ucieczki galaktyk, ponieważ wymagał kompensującej kreacji materii na niemierzalnym poziomie, tj. dwa atomy na km³ na rok. Doskonała zasada kosmologiczna została zarzucona po odkryciu mikrofalowego promieniowania tła, którego istnienie i właściwości świadczą o tym, że Wszechświat był w przeszłości znacznie gęstszy i gorętszy.

## Inne teorie
Prawdziwość zasady kosmologicznej jest kwestionowana przez niektóre dane obserwacyjne takie jak ciemny przepływ  i Huge-LQG, które sugerują, że we Wszechświecie istnieją struktury zbudowane na bardzo dużą skalę, w przypadku Huge-LQG o rozmiarach sięgających jednej dwudziestej widzialnego Wszechświata .

## Literatura
- Jerzy Stodółkiewicz: Astrofizyka ogólna z elementami geofizyki. Wyd. 3. Warszawa: Państwowe Wydawnictwo Naukowe, 1977, seria: Biblioteka fizyki.